# مسابقات کار
مسابقات کار عبارت ازرقابت کار درمیان موسسات دولتی است. این واژه در کشورهای سوسیالستی، اتحاد جماهیر شوروی سابق و کشورهای که متحد با اتحاد جماهیر شوراوی سابق بود مورد استفاده قرار می‌گرفت. این مسابقه روی پنج شاخص استوار بود؛ که باید از طرف رقابت‌کننده گان مورد تطبیق قرار می‌گرفت.

در افغانستان این مسابقات در چوکات مقررات و قوانین کار بپیش میزفت. مطابق به قوانین کار سازمانده این مسابقات اتحادیه‌های صنفی افغانستان یا اتحادیه‌های گارگری می‌بود. بررسی این مسابقات از طرف ریاست اقتصاد و تولید اتحادیه‌های صنفی صورت می‌گرفت. انجام این مسابقات بدو سیستم بود. مسابقات کار درمیان داخل مؤسسه و درمیان موسسات مشابع کار. مشلا موسسات تولیدی با تولیدی. قبل از اعلان مسابقه اولا رئیس مؤسسه با شورای نمایندگان مؤسسه با هم نشسته شکل بندی تطبیق پلان را در ربع شش ماه نهه ماه و یکساله ترتیب مینمودن. در مرحله دوم قرار داد بنام قرار دادجمعی از طرف رئیس مؤسسه و رئیس اتحادیه ضم محفل به امضا می‌رسید. در محفل پلان سال، لیدرهای گروپ کار و گروپ ضربتی کار تعین و رای‌گیری صورت می‌گرفت. کنترول این مسابقات مطابق قانون کار از طرف شورای مرکزی اتحادیه‌های صنفی و مسول اقتصاد بخش سیاسی، صورت می‌گرفت. این مسابقات پس از سه ماه شش ماه نو ماه و یکسال اولا از طرف اداره مورد بررسی قرار گرفته از اجراعات و تطبیق پلان و شاخص‌های مورد نظر به شورای مرکزی اتحادیه‌ها اطلاع میدادن. شورای مرکزی پس از بررسی کامل مؤسسه برنده را بسطح شهرها و کشور از طریق تلویزون بسمع مردم می‌رساندن. مؤسسه برنده بیرق برنده را تا زمان که برنده‌است در اداره خود به احتزاز در میاورد. به کارکنان مؤسسه برنده جوایز نقدی و مدال‌ها داده می‌شد. دولت در پهلوی پول جواز مطابق قوانین کار ۱۰ فیصد از اصل مفاد مؤسسه را بنام فوند تشویقی به اداره که عواید می‌نمود تخصیص داده بود. جوایز نقدی مؤسسه برنده از رئیس تا کارگر مساویانه تقسیم می‌شد. تمام نشده ادامه دارد این پروژه بزرگ است.

## الف:در موسسات تولیدی و ساختمانی
عبارتند از انعده موسسات را گویند که دارای تولید داشته باشند. تولید اشکال مختلف دارند می‌تواند توسط دست ماشین و تفکر به وجود درآید ویا تولید یا فرآوری، از اصطلاحات علم اقتصاد، به معنی تهیه کالا و خدمات مورد نیاز با استفاده از منابع و امکانات موجود است. فعالیّت تولیدی سلسله اقداماتی است که برای تبدیل منابع به کالاهای مورد نیاز صورت می‌گیرد. تولید اشکال مختلف فیزیکی دارند. مثلاً شرکت کمپل‌سازی انواع کمپل را تولید می‌کرد. شرکت بنائی تولید خانه را می‌کرد. موسسات دولتی که در مسابقات شرکت جسته بودندعبارتند. از شرکت کلیم پشمینه بافی نساجی کابل افغان ترکانی فابریکه حجاری نجاری کاتوگرافی ریاست پما فابریکه جنگلک فابریکه نختابی کابل مطبه دولتی مطبعه تعلیم و تربیه مطبعه تحصیلات عالی ریاست خدمات تخنیکی و غیره بودند موسسات مهم ساختمانی عبارتند از شرکت ساختمانی افغانی بنائی سپین غر هلمند ریاست سرک‌ها رساست حفظ و مراقبت سرک‌ها ساختمانی تعلیم وتربیه ساختمانی زراعت ساختمانی شاروالی و غیره بود. در میان مؤسسه ساختمانی افغانی و بنائی دارای پرسونل بیش از ۵۰۰۰ داشتند.

## ۱. فیصدی تطبیق پلان
عبارتند از تطبق پلان سال جاری به اعداد فیصد می‌باشند. در مسابقات کار رقمم تطبیق پلان و یارقم اجراعات پلان بالای صد یا بیشتر از صد باید باشند

## ۲. فیصدی رشد پلان به تناسب سال گذشته
عبارتند از بلند بردن و توسعه پلان ازیکسال نسبت بسال دیگر می‌باشند. مثلاً در سال ۱۳۶۸ مؤسسه ساختمانی افغانی ۱۲۰۰ میلون افغانی پلان داشت ولی در سال ۱۳۶۹ مبلغ ۱۳۲۰ میلون پلان داشت یعنی مؤسسه در سال ۱۳۶۹ توسعه پروژه را داده بود. با بلند رفتن پلان مقدار کاربیشتر استفاده از ظرفیت بلند می‌رودو هکذا سطع استخدام و سایر مسایل بلند رفته تغیرات مثبت در عواید می‌آید.

## ۳. فیصدی بازدهی کار
باز عبارت از تولید زنده ویا محصولات کار کاگر در ساعت داده شده به اساس نورم قبلاً تعین شده‌است. رشد تولید بازدهی کار (مولدیت کار) L/Y یعنی نسبت مجموع محصولات تولید شده بر مصرف نیروی کار زنده که در پروسه تولید کالاها و خدمات بکار رفته‌است. مثلادریک فابریکه کارگری بالای ماشین نشسته‌است. کارگر مطابق نورم ماشین و سرعت نارمل ماشین باید در یک دقیقه دو تولید دریک ساعت ۱۲۰ تولید در ۸ ساعت کار یک روزه باید. ۱۲۰ ×۸  = ۹۶۰ عدد تولید در یک ماه ۹۶۰× ۲۶ _(روزکاری) =۲۴۹۶۰ عدد تولید و در یک سال۳۶۰× ۹۶۰ = ۳۴۵۶۰۰ دانه تولید را باید محصول دهند؛ و این محصول ۱۰۰ ٪ محاسبه می‌شود. در صورتی‌که فابریک بالا تراز ۲۴۹۶۰ محصول دهند فیصدی تولید بالا می‌رود طبیعی است فیصدی بازدهی کار بلند رفته‌است.

## ۴. فیصدی رشد باز دهی کار به تناسب سال گذشته
عباتند از فیصدی بازهی کارگران در سال گذشته منفی- فیصدی بازدهی کارگران در سال جدید. مثلاً کارگران یک مؤسسه ساختمانی دریک سال ۴۶۰۰۰ متر مکعب تعمیر اعمار نموده بودند و مطابق پلان طرح شده ۱۰۰ فیصد است؛ ولی کاگران در سال جاری بالاثر تجارب بیشتر به همان مقدار وقت ۴۷۰۰۰ کار کرده‌اند.
- ۱۰۰ ٪-----۴۶۰۰۰
- × ٪-----۴۷۰۰۰
- ۴۷۰۰۰×۱۰۰

×= -----------  = ۲٫۱۷٪ رشد نسبت بسال گذشته
- -- ...۴۶

## ۵. فیصدی استفاده از ظرفیت موجود
عبارت از توانائی بالقوه مولد است؛ یا حد توانائی کار و یافعالیت انسانی یا ماشینی و ابزار کار است. مثلاً یک پایه ماشین می‌تواند ۲۴ویا کمتر ساعت فعال باشد؛ ولی مالک مطابق نورم ۸ ساعت یا یک شفت از ماشین کار می‌گیرد بدین معنی که از ظرفیت نهائی استفاده ننموده‌است. یعنی از ماشین ۳۲٫۵ قیصد استفاده می‌کند و این را ۱۰۰ برای خود نورم داده‌است؛ ولی مالک ماشین می‌تواند در روز ۱۰ سایت ۱۲ ساعت و اضافه استفاده کند یعنی فیصدی استفاده از ظرفیت ماشین را بالا برده‌است. در مسابقات کار در افغانستان عین مثئله وجود داشت. یعنی در سال ۱۰ فیصد باید توسعه داده می‌شد واگر مؤسسه از ظرفیت نهائی استفاده می‌کرد مطابق فیصله شورای وزیران حق توسعه فابریکه را داشت یعنی یک پایه ماشین جدید را با ید نصب کند و تعداد کارگر را اضافه کند.

## ب. درموسسات ترانسپورتی
در افغانستان از سال ۱۳۶۰ هجری شمسی الی ۱۳۷۲ در پهلوی ترا نسپورتهای شخصی ترانسپورت دولتی وجود داشت که داری چنین تشکیلات بود.
- ۱.کاماز۱ داری ۷۵۰ وسایل باربری که در ۱۱ قطار تقسیم‌بندی شده بودند و هر قطار از خود تشکیلات داشتند؛ و مسابقه داخلی نیز در بین هر قطار وجود داشت.
- ۲.کاماز ۲ داری ۴۵۰ وسایل باربری
- ۳.کاماز۳ دارای ۴۹۰ وسایل باربری
- ۴.کاماز ۴ دارای ۵۰۰ وسایل بابری
- ۵.کاماز ۵ دارای ۴۷۰ وسایل باربری
- ۶. ریاست تانکری مواد نفتی دارای ۷۵۰ عدد وسایل مودل جدید انتقالات موادنفتی
- ۷. ریاست ترانسپورت شهری دارای ۵۱ وسایل باربری
- ۸. ملی بس داری ۱۵۰۰ وسایل مسافر بری
- ۹. افسوتر (افغان سوؤیت) ترانسپورت داری ا۵۰۰ وسایل ترانسپورتی که قوی‌ترین ریاست ترانسپورتی در کشور بود.
- ۱۰. افتنتو (افغان ترک) این مؤسسه داری وسایل باربری قلیل بود.
در مسابقات ترانسپورتی ضریب تخنیکی یعنی و سایل فعال بر غیرفعال خیلی مهم بود زیرا در بعضی از موسسات ترانسپورتی از موتر فعال کرده وسیایل غیرفعال یا تحت ترمیم زیاد بود. مانند ملی بس و غیره. متاّسفانه تمامی این وسایط ترانسپورتی و بار چالانی پس از ۸ شور سال ۱۳۷۲ یعنی ورود مجاهیدین درکابل مورد تاراج یک تعداد از رهزنان قرار گرفت و فعلاً یک وسایط ان باقی نمانده‌است.
- ۱۱. د آریانا هوائی شرکت یکی از عمده‌ترین وسایل ترانسپورتی فضای کشور بود در انزمان آریانا دارای طیارات DC10 Douglas آمریکایی، boeing 707s و طیارات an-26s ,Yakovlev yak- 40s دو ماشینه و چهار ماشینه روسی بود.
- ۱۲. باختر الوتنه ریاست باختر داری ۵طیاره خورد مسافر بری داشت و در مسابقات نتوانست شرکت جستت. زیرا صرف پروازهای دا خلی را اجرا می‌کرد؛ و پلان تطبیق ان ضیف ارزیابی شده بود. تا آنکه تمامی طیارات ان سقوط کرد.

## ۴. فیصدی شاگردان موفق بتناسب سال گذشته
۵.